# Auf falscher Fährte
Auf falscher Fährte (Originaltitel: The Dead Of Winter) ist die erste Episode der vierten Staffel der Krimiserie Lewis – Der Oxford Krimi und insgesamt die dreizehnte Folge der Serie.

## Handlung
Der Wissenschaftler Dr. Stephen Black wird in einem Bus tot aufgefunden. Wie sich bei Hobsons Untersuchung herausstellt, wurde er ermordet.
Der Tour-Bus, in dem er gefunden wurde, führte auch zur Crevecoeur Hall, wo am selben Tag bei einem Nachspiel einer Schlacht jemand angeschossen wurde. Lewis zweifelt nicht an einem Zusammenhang der Ereignisse. Während er selbst die Wohnung des Opfers untersucht, schickt er Hathaway nach Crevecoeur Hall, wo er die adelige Familie vernimmt. Hathaway selbst wohnte als Kind auf dem Gut, das zur Crevecoeur Hall gehört.

Noch in derselben Nacht wird Gutsverwalter Grahame, dessen Frau vor 10 Jahren spurlos verschwand, erschossen. Alles deutet auf Selbstmord hin. Als in Blacks Wohnung Liebesbriefe von Grahames Frau Linda gefunden werden schließt Innocent daraus, dass Grahame Black und anschließend sich selbst aus Reue das Leben genommen haben muss. Lewis glaubt nicht daran. Bald stellt sich auch heraus, dass ein guter Freund des auf dem Gut wohnenden Paters Jasper von Black überfahren wurde. Jasper beteuert aber, er gebe nur sich selbst die Schuld an dessen Tod.
Von der Historikerin Frances Woodville erfährt Lewis, dass Black sich mit Crevecoeur Hall beschäftigte, da dort ein legendärer Schatz liegen soll. Mithilfe von Blacks Aufzeichnungen gelingt es Lewis und Hathaway den Ort zu ermitteln, von dem Black glaubte, dass dort der Schatz liegt. Hathaway weiß jedoch, dass dort bis vor 10 Jahren kein Denkmal, sondern ein schlichter Brunnen stand. Lewis glaubt noch immer, dass Black sterben musste, weil er nur einen Schritt vor einer schrecklichen Entdeckung stand. Außerdem beurlaubt er Hathaway, da er ein Date mit der Verdächtigen Scarlett hatte.
An Scarletts Verlobungsfeier mit dem Bankier Tarek Shimali fängt Lewis’ Mitarbeiter Hooper eine SMS an Hathaways Handy ab, das ausgeschaltet ist. Während Hooper Hathaway kontaktiert, geht Lewis an Hathaways Stelle zum Sommerhaus von Crevecoeur Hall. Dort enthüllt ihm der Mörder und Hausangestellter Hopkiss seine Pläne:

Linda Grahame kam dahinter, dass Lord Augustus Mortmaigne ihre Tochter Briony missbrauchte und wurde von Hopkiss getötet und im Denkmal, das Black für die Schatzkammer hielt, versteckt. Um die Illusion perfekt zu gestalten, zwang Hopkiss Scarlett, Liebesbriefe von Linda an Black zu schreiben. Als Black schließlich kurz davor stand, das Denkmal zu öffnen, tötete Hopkiss auch ihn. Als Ralph Grahame den Betrug aufzudecken drohte, musste auch er sterben. Bei der Überführung von Hopkiss wird nun auch Hathaway angeschossen und das Familienmitglied Philip Coleman getötet.

## Synchronisation
| Rolle               | Darsteller         | Synchronsprecher         |
| ------------------- | ------------------ | ------------------------ |
| Robert Lewis        | Kevin Whately      | Till Hagen               |
| James Hathaway      | Laurence Fox       | Markus Pfeiffer          |
| Dr. Laura Hobson    | Clare Holman       | Claudia Kleiber          |
| Jean Innocent       | Rebecca Front      | Sabine Arnhold           |
| DC Hooper           | Gerard Horan       | Engelbert von Nordhausen |
| Augustus Mortmaigne | Richard Johnson    | Hans Teuscher            |
| Scarlett Mortmaigne | Carmilla Arfwedson | Berenice Weichert        |
| Jasper              | Hugh O’Conor       | Alexander Doering        |
| Philip Coleman      | Nathaniel Parker   | Tom Vogt                 |
| Paul Hopkiss        | Pip Carter         | Oliver Feld              |
| Briony Grahame      | Georgia Groome     | Adak Azdasht             |
| Titus Mortmaigne    | Jonathan Bailey    | Sebastian Schulz         |
| Selina Mortmaigne   | Juliet Aubrey      | Kerstin Draeger          |
| Tarek Shimali       | Richard Saade      | Dennis Schmidt-Foß       |

## Kritik
„Klug konstruiert, mit gut ausgeleuchteten Figuren und Dialogen. Fazit: Detektivarbeit als Puzzlespiel.“

„Eigenwillige Verdächtige und Wendungsreichtum sind aber auch dieses Mal garantiert. Fröhliches Rätselraten!“